# 张江霖
张江霖（1917年—1999年），男，四川达县人，中华人民共和国政治人物，曾任青海省军区司令员，青海省革命委员会第一副主任。